# Jelisaweta Dmitrijewna Kulitschkowa
Jelisaweta Dmitrijewna Kulitschkowa (russisch Елизавета Дмитриевна Куличкова, englische Schreibweise Elizaveta Kulichkova; * 12. April 1996 in Nowosibirsk) ist eine ehemalige russische Tennisspielerin.

## Karriere
Kulitschkowa, die seit ihrem sechsten Lebensjahr Tennis spielt, bevorzugt den Hartplatz. Sie hat auf Turnieren des ITF Women’s Circuit bereits sieben Einzeltitel gewonnen. 2014 konnte sie sich beim Juniorinnen-Wettbewerb der Australian Open sowohl den Einzel- als auch den Doppeltitel sichern. Beim İstanbul Cup stand sie im selben Jahr nach erfolgreicher Qualifikation erstmals im Hauptfeld eines WTA-Turniers.
2016 stand sie bei den Australian Open erstmals in der dritten Runde eines Grand-Slam-Turniers.
Ihr bislang letztes internationale Spiel bestritt sie im August 2017. Sie wird daher nicht mehr in der Weltrangliste geführt.

## Turniersiege

### Einzel
| Nr. | Datum            | Turnier     | Kategorie   | Belag     | Finalgegnerin          | Ergebnis      |
| --- | ---------------- | ----------- | ----------- | --------- | ---------------------- | ------------- |
| 1.  | 29. April 2012   | Antalya     | ITF $10.000 | Hartplatz | Dalila Jakupović       | 7:5, 6:2      |
| 2.  | 14. Juli 2013    | Istanbul    | ITF $25.000 | Hartplatz | Kateryna Koslowa       | 6:3, 4:6, 6:0 |
| 3.  | 4. Januar 2014   | Hongkong    | ITF $25.000 | Hartplatz | Sarina Dijas           | 6:2, 6:2      |
| 4.  | 22. Juni 2014    | Lenzerheide | ITF $25.000 | Sand      | Louisa Chirico         | 7:5, 6:2      |
| 5.  | 18. Oktober 2014 | Bangkok     | ITF $25.000 | Hartplatz | Lesley Kerkhove        | 6:1, 6:0      |
| 6.  | 28. März 2015    | Quanzhou    | ITF $50.000 | Hartplatz | Jeļena Ostapenko       | 6:1, 5:7, 7:5 |
| 7.  | 17. Juli 2016    | Olmütz      | ITF $50.000 | Sand      | Jekaterina Alexandrowa | 4:6, 6:2, 6:1 |